# Бріма Разак
Бріма Разак (англ. Brimah Razak, нар. 22 червня 1987, Аккра) — ганський футболіст, воротар іспанського футбольного клубу «Лінарес Депортіво» та національної збірної Гани.

## Клубна кар'єра
Народився 22 червня 1987 року в місті Аккра. Розпочав займатись футболом на батьківщині у клубі «Аккра Голден Блісс». У 2004 році він покинув Гану і переїхав в молодіжну команду клубу німецької Бундесліги «Вольфсбург». Через рік з команди U-19 «Вольфсбурга» Разак в червні 2005 року перебрався в другу команду іспанського «Полідепортіво», за яку провів 12 матчів в регіональних лігах, після чого опинився в структурі іспанського клубу «Лас Норіас» з п'ятого дивізіону країни .
У дорослому футболі дебютував на початку 2007 року виступами за португальський «Шавіш», взявши до кінця сезону участь лише у 7 матчах другого дивізіону чемпіонату.
У наступному сезоні Разак опустився в третій дивізіон і приєднався до клубу «Уніау Мадейра» та став першим воротарем команди. Клуб посів третє місце в своїй групі і не зміг підвищитись у класі.
Влітку 2008 року Разак повернувся в «Полідепортіво», що виступав в третьому дивізіоні Іспанії. Тут молодий ганець був запасним воротарем, поступаючись ветерану Хоакіну Валеріо в своєму першому і єдиному сезоні за клуб. Згодом він підписав контракт з клубом «Реал Бетіс», але провів свій перший рік у тому ж дивізіоні, що і в попередньому клубі, оскільки був гравцем другої команди. До першої команди «Бетіса» Разак був підвищений перед сезоном 2010/11 і 24 липня він зробив свій офіційний дебют, відігравши всі 90 хвилин у грі на Кубок Іспанії проти «Саламанки» (2:1). Цей матч так і залишився для ганця єдиним за першу команду і в подальшому він продовжив грати за дубль.
З літа 2011 року один сезон захищав кольори клубу «Тенерифе» з Сегунди Б, але був запасним воротарем, тому покинув клуб і протягом сезону 2012/13 був основним воротарем клубу Сегунди «Гвадалахара».
З 2013 року один сезон захищав кольори команди «Кордова Б» у Сегунді Б, після чого повернувся в другий дивізіон і один рік був основними воротарем клубу «Мірандес».
29 липня 2015 року він повернувся до «Кордови», ставши у першому сезоні основним воротарем першої команди, що грала у другому дивізіоні. Проте після приходу влітку 2016 року до команди польського воротаря Павела Кєшека став запасним воротарем. 
У 2017 році Разак вперше покинув Європу і перейшов до південноафриканського клубу «Мамелоді Сандаунз».
У 2019 році Разак повернувся до Іспанії до клубу «Лінарес Депортіво». У сезоні 2019/2020 він став найкращим воротарем Терсери, отримав трофей Самори, пропустивши 13 голів у 24 матчах, допоміг команді вийти у Сегунду Б.

## Виступи за збірну
14 серпня 2013 року дебютував в офіційних іграх у складі національної збірної Гани, з'явившись на полі у матчі проти збірної Туреччини, який завершився нічиєю 2:2.
Був основним воротарем збірної на Кубку африканських націй 2015 року в Екваторіальній Гвінеї, де дійшла до фіналу турніру, але програла в серії післяматчевих пенальті Кот-д'Івуару з рахунком  8:9.
Через два роки у складі збірної був учасником Кубка африканських націй 2017 року у Габоні. На турнірі він зіграв у 5 матчах турніру, а збірна Гани посіла на турнірі 4-е місце, програвши Буркіна-Фасо 0:1 у матчі за бронзу. Після турніру до збірної Гани Разак жодного разу не викликався. 
Провів у формі головної команди країни 29 матчів.

## Титули і досягнення
- Срібний призер Кубка африканських націй: 2015
- Чемпіон ПАР: 2017/18К складі «Мамелоді Сандаунз»